# Vanesa Godines Alemán
Vanesa Godines Alemán (2 de agosto de 1999) es una deportista cubana que compite en judo. Ganó una medalla en los Juegos Panamericanos de 2019, y dos medallas en el Campeonato Panamericano de Judo en los años 2015 y 2019.

## Palmarés internacional
| Juegos Panamericanos    | Juegos Panamericanos | Juegos Panamericanos | Juegos Panamericanos |
| Año                     | Lugar                | Medalla              | Categoría            |
| ----------------------- | -------------------- | -------------------- | -------------------- |
| 2019                    | Lima (Perú)          | Medalla de plata     | –48 kg               |
| Campeonato Panamericano |                      |                      |                      |
| Año                     | Lugar                | Medalla              | Categoría            |
| 2015                    | Edmonton (Canadá)    | Medalla de oro       | –44 kg               |
| 2019                    | Lima (Perú)          | Medalla de bronce    | –48 kg               |